# Undisan
Undisan is een bestuurslaag in het regentschap Bangli van de provincie Bali, Indonesië. Undisan telt 3093 inwoners (volkstelling 2010).